# Harald Wentzlaff-Eggebert
Harald Wentzlaff-Eggebert (* 29. Juli 1941 in Berlin) ist ein Romanist mit Schwerpunkt französische und spanische Literaturwissenschaft.

## Leben und Werk
Harald Wentzlaff-Eggebert studierte Romanistik und Germanistik in Mainz, Paris, Kiel, San Francisco und München. Er wurde 1969 in München mit der Dissertation Der französische Roman um 1625 (München 1973) promoviert und habilitierte sich 1981 ebenda mit der Schrift Lesen als Dialog. Französische Moralistik in texttypologischer Sicht (Heidelberg 1986). Von 1982 bis 1984 war er Professor in Göttingen, von 1984 bis 1995 in Bamberg und von 1996 bis 2006 Inhaber des Lehrstuhls für Romanische Literaturwissenschaft (Spanisch und Französisch) in Jena.

## Weitere Werke
- Zwischen kosmischer Offenbarung und Wortoper. Das romantische Drama Victor Hugos, Erlangen 1984.
- (Hrsg.) Die Legitimation der Alltagssprache in der modernen Lyrik. Antworten aus Europa und  Lateinamerika, Erlangen 1984.
- (Hrsg. mit Volker Roloff) Der spanische Roman vom Mittelalter bis zur Gegenwart, Düsseldorf 1986, Stuttgart und Weimar 1995.
- (Hrsg. mit Volker Roloff) Das spanische Theater vom Mittelalter bis zur Gegenwart, Düsseldorf 1988.
- (Hrsg.) Ramón del Valle-Inclán (1866–1936). Akten des Bamberger Kolloquiums vom 6.–8. November 1986, Tübingen 1988.
- Las literaturas hispánicas de vanguardia. Orientación bibliográfica, Frankfurt am Main 1991.
- (Hrsg.) Europäische Avantgarde im lateinamerikanischen Kontext. Akten des internationalen Berliner Kolloquiums 1989 = La vanguardia europea en el contexto latinoamericano, Frankfurt am Main 1991.
- (Hrsg. mit Volker Roloff) Der hispanoamerikanische Roman, 2 Bde., Darmstadt 1992.
- (Hrsg.) Nuevos caminos en la investigación de los años 20 en España, Tübingen 1998.
- (Hrsg. mit Merlin H. Forster, Brigham Young University; K. David Jackson, Yale University): Bibliografía y Antología Crítica de las Vanguardias Literarias en el Mundo Ibérico, 9 Bde., Frankfurt am Main und Madrid 1998–2010.
- (Hrsg.) Naciendo el hombre Nuevo… Fundir literatura, artes y vida como práctica de las vanguardias en el Mundo Ibérico, Frankfurt am Main und Madrid 1999.
- Las vanguardias literarias en España. Bibliografía y antología crítica, Frankfurt am Main und Madrid 1999.
- (Hrsg. mit Maria Lieber) Deutschsprachige Romanistik – für wen?, Heidelberg 2002.
- (Hrsg. mit Dietrich Briesemeister) Von Spanien nach Deutschland und Weimar-Jena. Verdichtungen der Kulturbeziehungen in der Goethezeit, Heidelberg 2003.
- (Hrsg.) Dietrich Briesemeister, Spanien aus deutscher Sicht. Deutsch-spanische Kulturbeziehungen gestern und heute, Tübingen 2004.
- Weimars Mann in Leipzig. Johann Georg Keil (1781–1857) und sein Anteil am kulturellen Leben der Epoche. Eine dokumentierte Rekonstruktion, Heidelberg 2009.